# 1871
1871 (MDCCCLXXI) var ett normalår som började en söndag i den gregorianska kalendern och ett normalår som började en fredag i den julianska kalendern.

## Händelser

### Januari
- 2 januari – Amadeus I blir kung av Spanien.

Kejsardömet Tyskland proklameras.

- 18 januari – Kejsardömet Tyskland grundas.[1]

### Mars

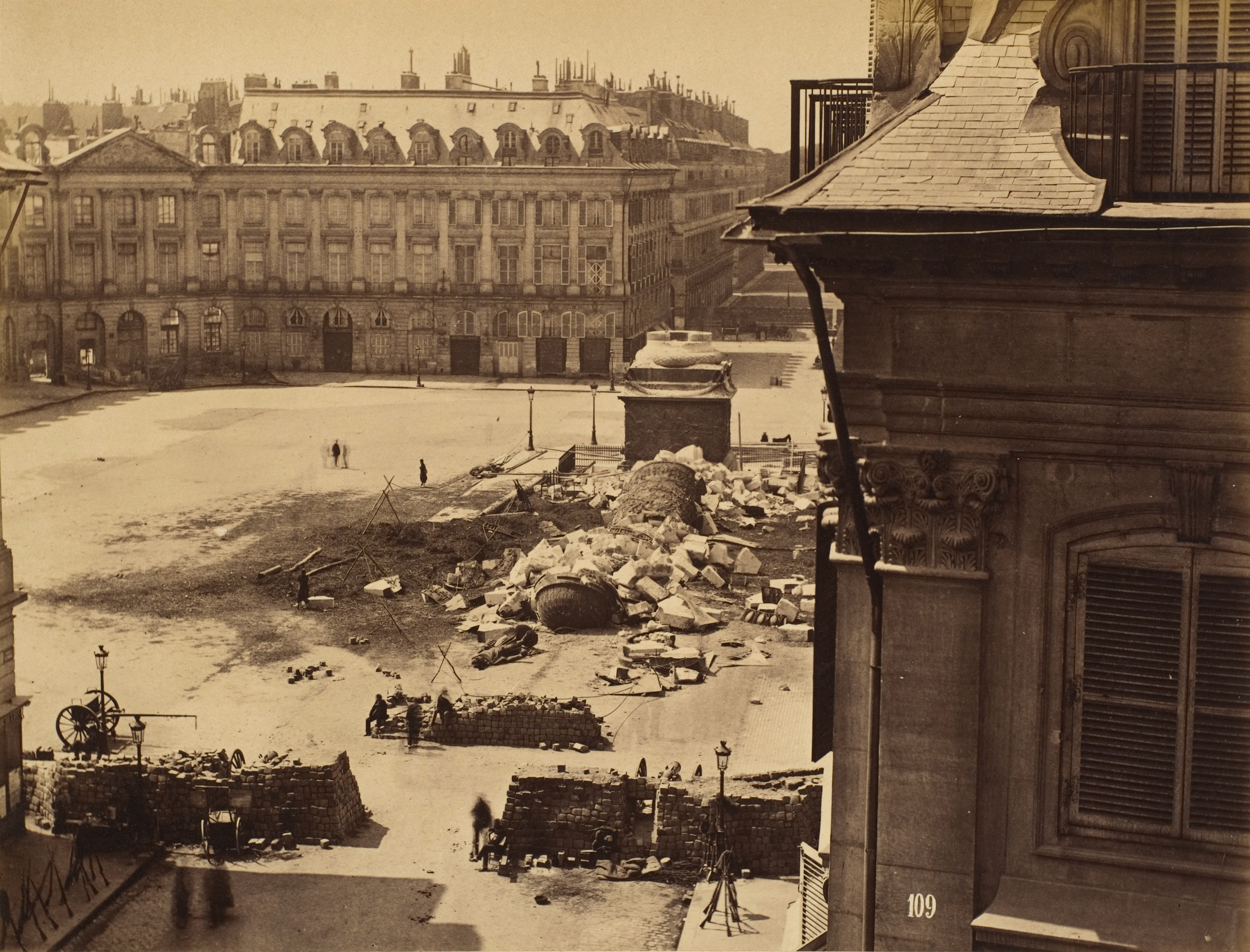
Pariskommunen.

- 26 mars – Pariskommunen skapas officiellt.
- 27 mars – Första rugby union-landskampen slutar med att Skottland slår England med 4–1 .
- 29 mars – Royal Albert Hall öppnas i London av drottning Victoria av Storbritannien.
- Mars – Den revolutionära Pariskommunen bildas i Paris av radikala socialister.

### Maj
- 10 maj – Freden i Frankfurt am Main, där Frankrike får avstå Alsace-Lorraine till Tyskland, avslutar officiellt det fransk-tyska kriget 1870–1871.

### Juni
- 10–12 juni – Amerikanska flottstyrkor anfaller fem fort i Korea som vedergällning för invånarnas anfall på amerikaner, bland annat för att ha bränt skonaren General Sherman samt skjutit på amerikanska småbåtar på Saleefloden.[2]
- 16 juni – Den så kallade Nordvästra stambanan mellan Laxå och Charlottenberg invigs i Sverige.[3]

### Juli

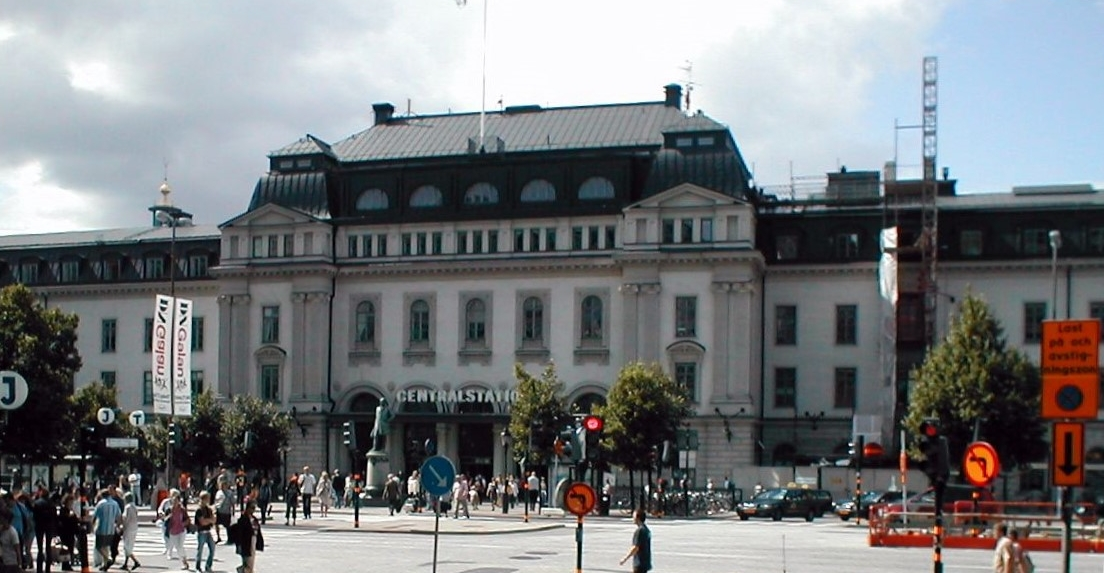
Stockholm centralstation.

- 18 juli – Stockholm centralstation invigs.[4]

British Columbia.

- 20 juli – British Columbia går med i den kanadensiska konfederationen.
- Juli – I Sverige påbörjar Stockholms Handelsbank sin verksamhet.

### Oktober
- 3 oktober – Hjalmar Stolpe inleder arkeologiska utgrävningar på Björkö för att finna Birka.
- 8–10 oktober – En stor brand ödelägger stora delar av Chicago i Illinois, USA.

### November
- 10 november – Henry Morton Stanley finner David Livingstone i Ujiji vid Tanganyika.

### Okänt datum
- Antalet husligt anställda flickor i Storbritannien kulminerar med att omfatta 13 % av den kvinnliga befolkningen i England och Wales. Antalet manliga anställda har nått sin kulmen ännu tidigare.[5]
- Ett förslag till en ny svensk-norsk unionsakt förkastas av det norska stortinget.
- Kemiingenjören Carl Daniel Ekman är en av banbrytarna inom pappersmassaindustrin och lyckas genom sulfitmetoden frigöra cellulosan i trämassan vid pappersframställning.
- De svenska och norska järnvägsnäten knyts samman i Arvika.
- Den svenska Skärgårdsflottan avskaffas, eftersom den har blivit föråldrad, när ång- och pansarfartyg mer och mer börjar göra sitt intåg i sjöfarten.
- Charles Darwins "On the Origin of Species" utkommer på svenska, och heter då Om arternas uppkomst.
- 1871 års fattigvårdförordning

## Födda

### Första kvartalet

#### Januari
- 5 januari – Frederick Converse, amerikansk kompositör. (död 1940)
- 7 januari – Émile Borel, fransk matematiker och politiker. (död 1956)
- 10 januari – Enrica von Handel-Mazzetti, österrikisk författare. (död 1955)
- 17 januari – David Beatty, brittisk sjömilitär. (död 1936)
- 18 januari – Franz Blei, österrikisk författare. (död 1942)
- 25 januari – Albert Südekum, tysk socialdemokratisk politiker. (död 1944)

#### Februari
- 1 februari – Holger Rosman, svensk historiker. (död 1937)
- 2 februari – Olga Preobrazjenskaja, rysk ballerina. (död 1962)
- 3 februari – Marie Christensen, dansk socialdemokratisk politiker, bland annat verksam för att förbättra tjänsteflickornas situation[6]. (död 1945)
- 4 februari
  - Friedrich Ebert, tysk politiker, Weimarrepublikens förste president 1919–1925. (död 1925)
  - Gerda Lundequist, svensk skådespelare. (död 1959)
- 7 februari – Wilhelm Stenhammar, svensk kompositör. (död 1927)

#### Mars
- 1 mars – Oskar Heinroth, tysk zoolog. (död 1945)
- 3 mars – Maurice Garin, fransk cyklist. (död 1957)
- 5 mars
  - Rosa Luxemburg, polsk-tysk socialistisk politiker av judisk härkomst. (död 1919)
  - William Nelson Runyon, amerikansk republikansk politiker, guvernör i New Jersey 1919–1920. (död 1931)
  - Arthur Thesleff, finländsk botaniker. (död 1920)
- 12 mars – Oscar Hedström, svensk motorcykelkonstruktör. (död 1960)
- 14 mars – Willie Jackson, brittisk curlingspelare. (död 1955)
- 15 mars – James B.A. Robertson, amerikansk demokratisk politiker, guvernör i Oklahoma 1919–1923. (död 1938)
- 18 mars – Xenophon P. Wilfley, amerikansk demokratisk politiker, senator 1918. (död 1931)
- 19 mars
  - John Henry Taylor, engelsk golfspelare. (död 1963)
  - Mary Vetsera, österrikisk friherrinna. (död 1889)
- 21 mars – Ivar Widéen, svensk kyrkomusiker och kompositör. (död 1951)
- 22 mars – Franz Adam Beyerlein, tysk författare. (död 1949)
- 25 mars
  - Hermann Abert, tysk musikhistoriker. (död 1927)
  - Louis Perrée, fransk fäktare. (död 1924)
- 27 mars – Heinrich Mann, tysk författare. (död 1950)
- 28 mars – Willem Mengelberg, nederländsk dirigent. (död 1951)

### Andra kvartalet

#### April
- 12 april – August Endell, tysk arkitekt, formgivare och författare. (död 1925)
- 18 april – Hjalmar Arwin, svensk ingenjör. (död 1927)

#### Maj
- 5 maj – Alberto Cametti, italiensk musikhistoriker. (död 1935)
- 11 maj – Stjepan Radić, kroatisk politiker. (död 1928)
- 27 maj – Georges Rouault, fransk expressionistisk målare. (död 1958)
- 31 maj – John G. Townsend, amerikansk republikansk politiker. (död 1964)

#### Juni
- 2 juni – Torben Grut, svensk arkitekt. (död 1945)
- 14 juni – Jacob Ellehammer, dansk urmakare och uppfinnare. (död 1946)

### Tredje kvartalet

#### Juli
- 10 juli – Marcel Proust, fransk författare. (död 1922)
- 17 juli – Lyonel Feininger, tysk målare och grafiker. (död 1956)
- 18 juli – Sada Yacco, japansk geisha och skådespelare. (död 1946)
- 27 juli – Ollie Murray James, amerikansk demokratisk politiker, senator 1913–1918. (död 1918)

#### Augusti
- 4 augusti – John Garland Pollard, amerikansk demokratisk politiker, guvernör i Virginia 1930–1934. (död 1937)
- 10 augusti – Aino Sibelius, Jean Sibelius hustru. (död 1969)
- 13 augusti – Karl Liebknecht, tysk politiker. (död 1919)
- 19 augusti – Orville Wright, amerikansk flygpionjär. (död 1948)
- 23 augusti – Sofia Panina, rysk politiker. (död 1956)
- 25 augusti – Nils Edén, svensk liberal politiker och professor, Sveriges statsminister 1917–1920. (död 1945)
- 26 augusti – Gustaf Elgenstierna, svensk posttjänsteman, men mest känd som släktforskare. (död 1948)
- 29 augusti – Albert Lebrun, fransk politiker, Frankrikes president 1932–1940. (död 1950)
- 30 augusti – Ernest Rutherford, brittisk-nyzeeländsk fysiker, nobelpristagare. (död 1937)
- 31 augusti – James E. Ferguson, amerikansk politiker, guvernör i Texas 1915–1917. (död 1944)

#### September
- 19 september – Magnus Johnson, svensk-amerikansk politiker. (död 1936)
- 27 september – Grazia Deledda, italiensk författare, nobelpristagare 1926. (död 1936)
- 28 september
  - Pietro Badoglio, italiensk militär och politiker. (död 1956)
  - Fred P. Cone, amerikansk demokratisk politiker, guvernör i Florida 1937–1941. (död 1948)
- 30 september – Ruben Liljefors, svensk kompositör och dirigent[7]. (död 1936)

### Fjärde kvartalet

#### Oktober
- 2 oktober – Cordell Hull, amerikansk jurist, diplomat och politiker. (död 1955)
- 6 oktober – Frederick George Creed, kanadensisk ingenjör. (död 1957)
- 9 oktober – Clyde M. Reed, amerikansk republikansk politiker, senator 1939–1949. (död 1949)
- 13 oktober – Hilda Borgström, svensk skådespelare. (död 1953)
- 17 oktober – Thaddeus H. Caraway, amerikansk demokratisk politiker. (död 1931)
- 19 oktober – Fred Green, amerikansk republikansk politiker, guvernör i Michigan 1927–1931. (död 1936)
- 22 oktober – Karl Wilhelm Bodin, svensk lantbrukare och högerpolitiker. (död 1949)

#### November
- 12 november – Riley J. Wilson, amerikansk demokratisk politiker, kongressledamot 1915–1937. (död 1946)
- 18 november – Gerardo Machado, Kubas president 1925–1933. (död 1939)
- 19 november – Edward H. Moore, amerikansk republikansk politiker, senator 1943–1949. (död 1950)
- 26 november – Pat Morris Neff, amerikansk politiker. (död 1952)

#### December
- 5 december – Henning Elmquist, svensk ämbetsman och socialpolitiker. (död 1933)

## Avlidna

### Första kvartalet

#### Januari
- 25 januari – Jeanne Villepreux-Power, fransk marinbiolog.
- 28 januari – Édouard Lartet, 69, fransk domare, geolog och arkeolog.

#### Februari
- 8 februari – Moritz von Schwind, 67, tysk-österrikisk målare och grafiker.
- 11 februari – Filippo Taglioni, 93, italiensk balettdansör och koreograf.

#### Mars
- 1 mars
  - Johan Henrik Nebelong, 53, dansk arkitekt.
  - Pepita de Oliva, (Josefa de la Oliva), född Josefa Durán y Ortega, spansk balettdansare.
- 3 mars – Michael Thonet, 74, tysk möbelformgivare.
- 18 mars – Augustus De Morgan, 64, brittisk matematiker.
- 30 mars – Lovisa av Nederländerna, 42, drottning av Sverige och Norge sedan 1859, gift med Karl XV.

### Andra kvartalet

#### April
- 2 april
  - Jacob M. Howard, 65, amerikansk politiker.
  - Francisco Javier de Istúriz, 80, spansk politiker.
- 23 april – Émile Deschamps, 80, fransk poet.
- 27 april – Sigismund Thalberg, 59, österrikisk pianist och kompositör.
- 28 april – James M. Mason, 72, amerikansk demokratisk politiker, senator 1847–1861.

#### Maj
- 1 maj – Charles Manly, 75, amerikansk politiker, guvernör i North Carolina 1849–1851.
- 11 maj – John Herschel, 79, brittisk astronom.
- 13 maj – Daniel-François-Esprit Auber, 89, fransk kompositör.

#### Juni
- 9 juni – Anna Atkins, 72, engelsk botaniker.

### Tredje kvartalet

#### Juli
- 9 juli – John Slidell, amerikansk diplomat och politiker.

#### Augusti
- 2 augusti – Matthias Akiander, 69, finländsk historiker och språkvetare.

#### September
- 5 september – Carl Edward Norström, 56, svensk järnvägsbyggare.
- 22 september – Edward Law, 1:e earl av Ellenborough, 81, brittisk politiker.

### Fjärde kvartalet

#### Oktober
- 1 oktober – Magnus Kristian Retzius, 76, svensk läkare.
- 18 oktober – Charles Babbage, 79, brittisk matematiker.
- 26 oktober – Thomas Ewing, 81, amerikansk politiker, USA:s finansminister 1841, USA:s inrikesminister 1849–1850.

#### November
- 2 november – Athalia Schwartz, 50, dansk pedagog, debattör och författare.
- 29 november – John Bigler, 66, amerikansk demokratisk politiker, guvernör i Kalifornien 1852–1856.

#### December
- 21 december – John A. Winston, 59, amerikansk demokratisk politiker, guvernör i Alabama 1853–1857.
- 21 december – Louise Aston, 57, tysk författare och feminist.

### Fotnoter
1. ↑  ”Det hände i dag”. http://webnews.textalk.com/se/calendar.php?id=9747&type=month&ds=20110118&list=true.
2. ↑  ”USA:s militära insatser i utlandet 1798-2004”. Arkiverad från originalet den 12 oktober 2011. https://www.webcitation.org/62NCLaa95?url=http://www.history.navy.mil/library/online/forces.htm.
3. ↑  ”Arvika”. http://www.arvika.se/omkommunen/historia/jarnvagen.4.394659b511f7f653d1d800018756.html.
4. ↑  ”Dagens Nyheter – Stockholms centralstation rustas upp”. http://www.dn.se/sthlm/stockholms-centralstation-rustas-upp.
5. ↑  ”Bricks & Brass”. Arkiverad från originalet den 21 december 2010. https://web.archive.org/web/20101221002458/http://www.bricksandbrass.co.uk/people_of_the_period_home/domestic_staff/the_servant_as_employee.php. Läst 19 mars 2011.
6. ↑  ”Dansk kvindebiografisk leksikon – Marie Christensen”. http://www.kvinfo.dk/side/597/bio/1033/.
7. ↑  ”Det hände i dag”. http://webnews.textalk.com/se/calendar.php?id=9747&type=month&ds=20100304&list=true.